# Archives de la terreur

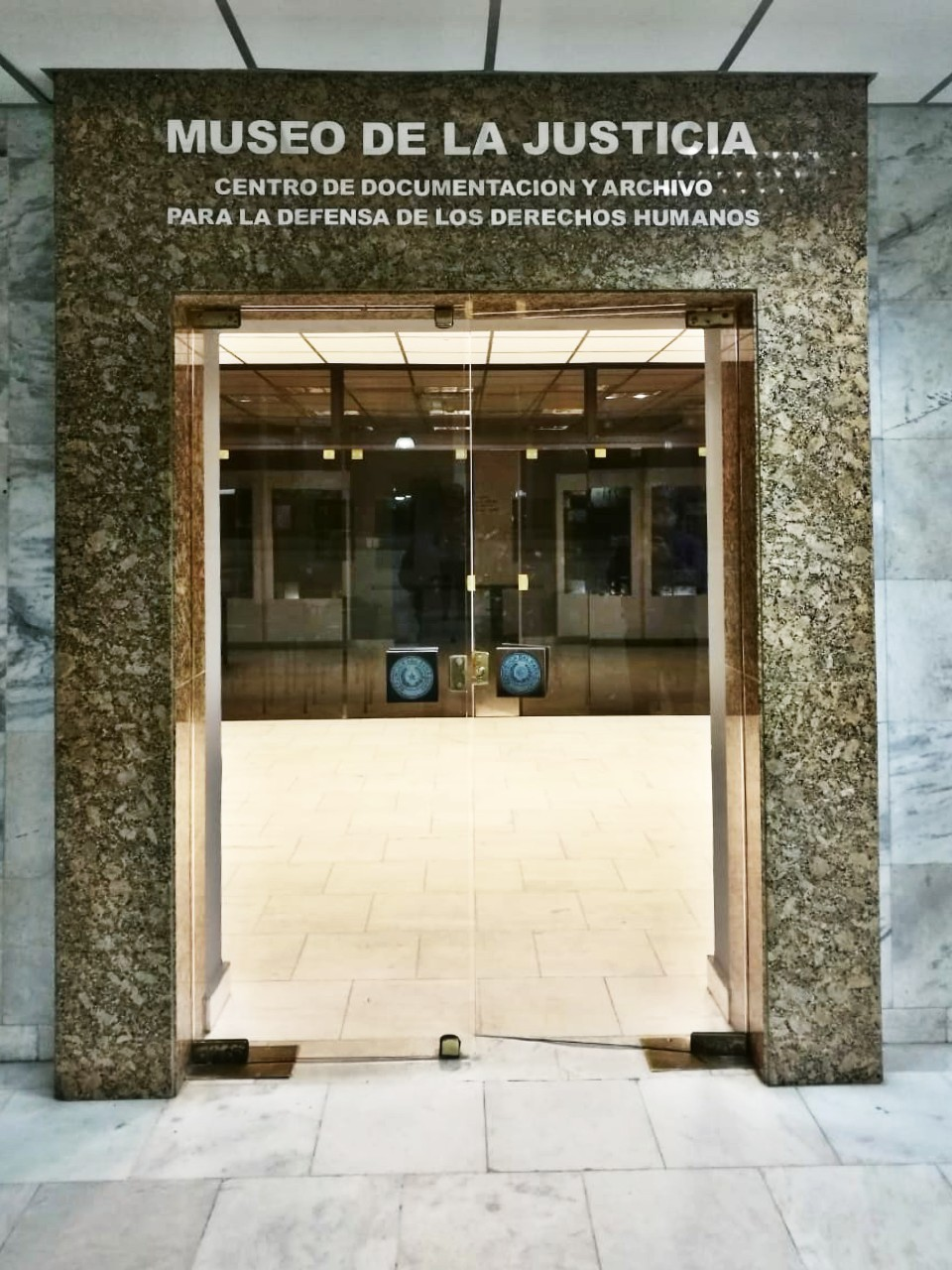
Les Archives de la Terreur sont conservées au Musée de la Justice. Photo prise en 2019.

Les « Archives de la terreur » (« Archivos del Terror »), datant de la dictature d'Alfredo Stroessner (1954-1989), ont été découvertes le 22 décembre 1992 par l'avocat et militant des droits de l'Homme Martín Almada et par le juge José Agustín Fernández dans un poste de police à Lambaré, dans la banlieue d'Asuncion, capitale du Paraguay,.
Almada cherchait depuis des années des documents pour prouver qu'il avait été torturé par la dictature militaire d'Alfredo Stroessner dans les années 1970. C’est après avoir été contacté par une femme qui détenait des informations concernant d'éventuelles preuves, que lui et Fernández ont découvert ces archives. Ces documents révélaient le sort de milliers de Sud-Américains enlevés, torturés ou tués par les services de sécurité de l'Argentine, de la Bolivie, du Brésil, du Chili, du Paraguay et de l'Uruguay lors de l'opération Condor.
Elles révèlent également que d'autres pays tels que la Colombie, le Pérou et le Venezuela ont coopéré à des niveaux divers afin de fournir les renseignements demandés par les pays du Cône Sud.
Certains de ces pays ont utilisé en partie ces archives afin de poursuivre d'anciens officiers militaires.
La plus grande partie du dossier d'accusation établi par le juge espagnol Baltasar Garzón contre le général Pinochet provient de ces archives.
La Commission Vérité et Justice instituée par le gouvernement paraguayen en 2003, a pu établir à partir de ces archives et de trois autres sources documentaires, une liste de 9 923 personnes ayant subi 14 338 violations des droits humains, incluant détentions, tortures, exécutions, disparitions et exils. Le travail de la commission a également permis identifier 10 167 victimes supplémentaires omises par les archives.
En 2009, l’UNESCO intègre ces archives à son programme Mémoire du monde ; l'un des éléments de ce programme ayant pour but de protéger et de garantir l'accès à la consultation de ces archives.

## Archives
Le fonds originel des archives de la terreur est conservé au Centre de documentation des droits de l’Homme dans le palais de justice d'Asunción.
Une petite partie des archives reproduites, un rouleau de microfilms de 1200 images, est conservée à La contemporaine dans le fonds Martín Almada Ce corpus a été amené en France en 2000 par le sociologue Alain Touraine.